# Mucosa intestinal
A mucosa intestinal é o tecido que reveste as paredes internas dos intestinos. É caracterizada pela aparência pregueada, que facilita a absorção dos nutrientes já diferidos e a formação do bolo fecal.